# Terremoto nella Nuova Granada del 1785
Il terremoto del Vicereame della Nuova Granada del 1785 fu un movimento sismico che si verificò il 12 luglio 1785, alle ore 7:45, e che durò da tre a quattro minuti nella città di Santa Fe de Bogotà in Colombia.
Colpì la città provocando considerevoli danni in quasi tutti gli edifici della medesima, quali i conventi, le torri campanarie di quasi tutte le chiese, che andarono in rovina, tra le quali si evidenziano:
- La chiesa e il convento di San Francesco, che risultarono gravemente danneggiati, ma che furono poi fedelmente ricostruiti.
- Il convento di Santo Domingo, la cui torre andò distrutta
- La chiesa di Guadalupe, finì abbattuta
- La cattedrale Primaziale di Bogotà, della quale fu seriamente danneggiata solo la torre
- Il Palazzo dell'arcivescovo–viceré, divenne inagibile.
- Inoltre numerose case della Savana di Bogotá furono totalmente distrutte
- La cattedrale di Zipaquirá andò totalmente distrutta.
- Il Palazzo vescovile della città di Zipaquirá patì gravi danni al tetto

Le testimonianze del sisma del 1785 si trovano nell'Archivio Generale dello Stato della Colombia ove sono custoditi i registri di numerosi eventi, tra i quali riveste particolare importanza l'Avviso del terremoto.